# Joaquim Firmino de Araújo Cunha
Joaquim Firmino de Araújo Cunha (Mogi Mirim, 29 de agosto de 1855 – Penha do Rio do Peixe, 11 de fevereiro de 1888) foi um delegado de polícia que aderiu ao movimento abolicionista, dando proteção aos escravos que fugiam dos seus senhores.

## Biografia

### Vida pessoal
Joaquim Firmino de Araújo Cunha nasceu em 29 de agosto de 1855, em Mogi Mirim. Em 19 de setembro de 1885 assumiu o cargo de Delegado de Polícia da vizinha cidade de Penha do Rio do Peixe, atual Itapira.
Joaquim Firmino era casado com Valeriana Rodrigues de Alvarenga Cunha, com quem teve os filhos Antonieta, Adornino, Agenor e Julieta.

### Morte

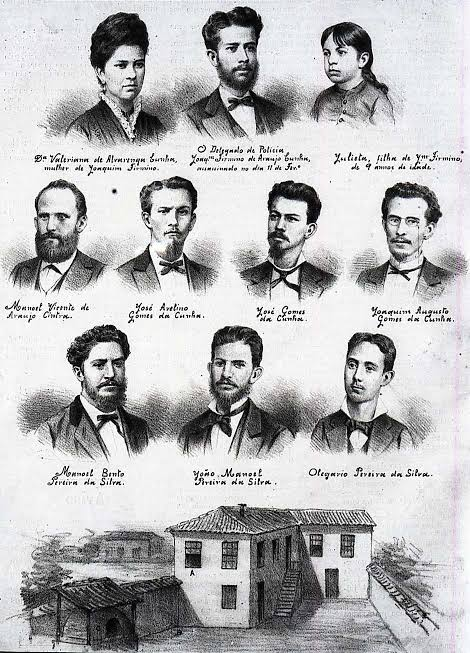
Ilustração de Angelo Agostini sobre o Crime da Penha

Joaquim Firmino foi um delegado abolicionista e antiescravidão. Ele recusava-se a colocar na prisão escravizados que haviam fugido, o que provocou descontentamento entre a elite escravocrata. Na madrugada do dia 11 de fevereiro de 1888, Joaquim Firmino foi encurralado por aproximadamente duzentas pessoas e morto violentamente dentro de sua própria casa, onde também se encontravam sua esposa e seus filhos. Para matar o delegado, os assassinos, que estavam armados com facas, porretes e espingardas, recorreram a chutes, porretadas e socos. O linchamento teve a participação de fazendeiros brasileiros e estadunidenses. O caso ficou conhecido como "Crime da Penha" e teve grande repercussão nacional, levando o município a mudar de nome dois anos depois, de Penha do Rio do Peixe para Itapira. Com a nova denominação, as elites locais esperavam apagar a má-fama adquirida com o crime.

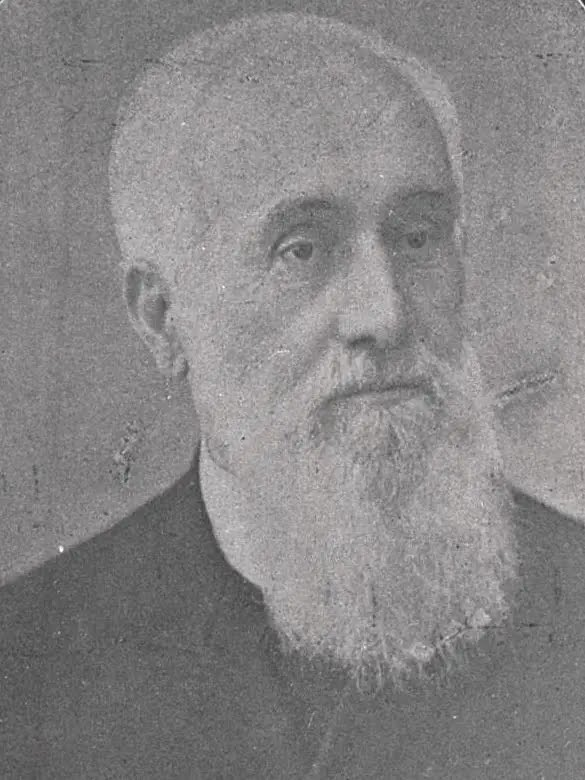
Fotografia de James Warne, confederado derrotado da Guerra de Secessão Estadunidense e um dos mandantes do Crime da Penha

Os mandantes foram o inglês James Warne e o estadunidense John Jackson Klink, que tinham se mudado para o Império do Brasil depois de lutarem na Guerra de Secessão dos Estados Unidos, ao lado dos confederados, que eram contrários ao fim da escravidão no país.

## Homenagens

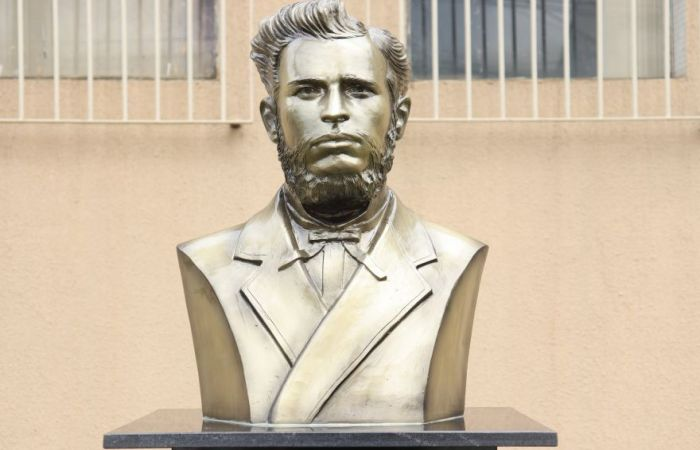
Busto construído em homenagem a Joaquim Firmino de Araújo Cunha na Câmara Municipal de Mogi Mirim

Em 9 de junho de 2000, a Assembleia Legislativa de São Paulo e o Governador Mário Covas promulgaram a Lei nº 10.578, que denominou a Delegacia de Polícia de Itapira como "Delegado Joaquim Firmino de Araújo Cunha".
No dia 20 de novembro de 2024, Dia da Consciência Negra, a Câmara Municipal de Mogi Mirim inaugurou um busto em homenagem a Joaquim Firmino de Araújo Cunha.

## Na cultura popular
Em 2021, foi produzido um curta-metragem musical de seis minutos sobre o assassinato, intitulado O Crime da Penha. Foi dirigido por Daniel Souza Ferreira e Dudu Marella.